# Foron (Gaillard)
Der Foron ist ein Fluss in den Westalpen, der im Bereich der Grenze zwischen Frankreich und der Schweiz verläuft. Er entspringt unter dem Namen Ruisseau du Coudray auf dem Gebiet der französischen Gemeinde Bons-en-Chablais, entwässert anfangs in nördlicher Richtung, dreht dann aber auf Südwest, bildet im Unterlauf weitgehend die Grenzlinie zur Schweiz und mündet nach rund 22 Kilometern zwischen der französischen Gemeinde Gaillard und der schweizerischen Gemeinde Thônex als rechter Nebenfluss in die Arve. Auf seinem Weg durchquert der Foron das französische Département Haute-Savoie und berührt auch den Kanton Genf in der Schweiz.

## Orte am Fluss
(Reihenfolge in Fließrichtung)
- Machilly
- Saint-Cergues
- Juvigny
- Ville-la-Grand
- Ambilly
- Thônex, Schweiz
- Gaillard

## Anmerkung
Im Département Haute-Savoie gibt es eine Fülle von gleichnamigen Flüssen, siehe Foron (Begriffsklärung).